# Victor Urbain Rémond
Pour les articles homonymes, voir Rémond.
Victor Urbain Rémond, né le 15 juillet 1773 à Domfront (Orne), mort le 23 décembre 1859 au château d'Alincourt à Parnes (Oise), est un général et homme politique français de la Révolution et de l’Empire.

## États de service

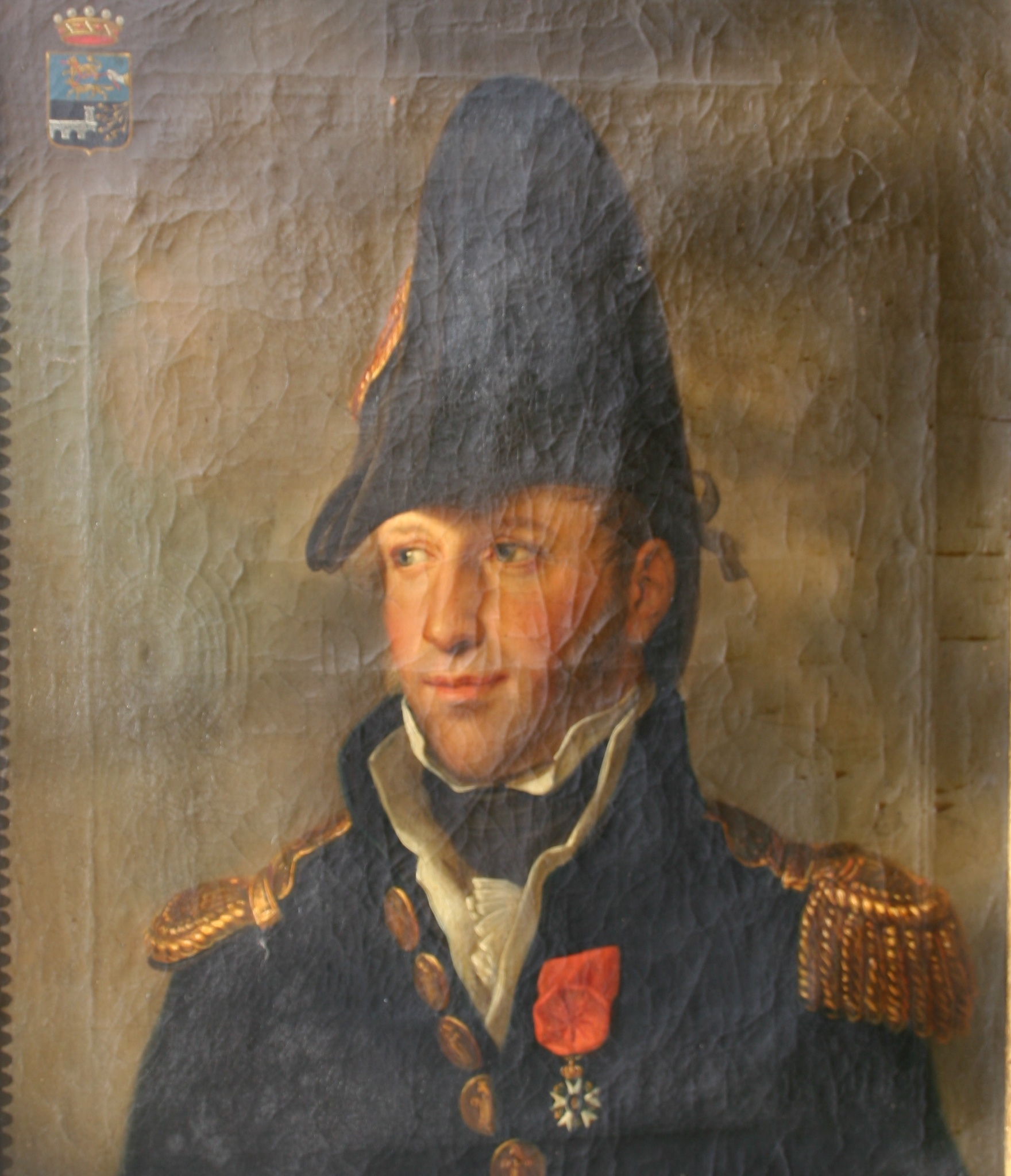
En 1808.

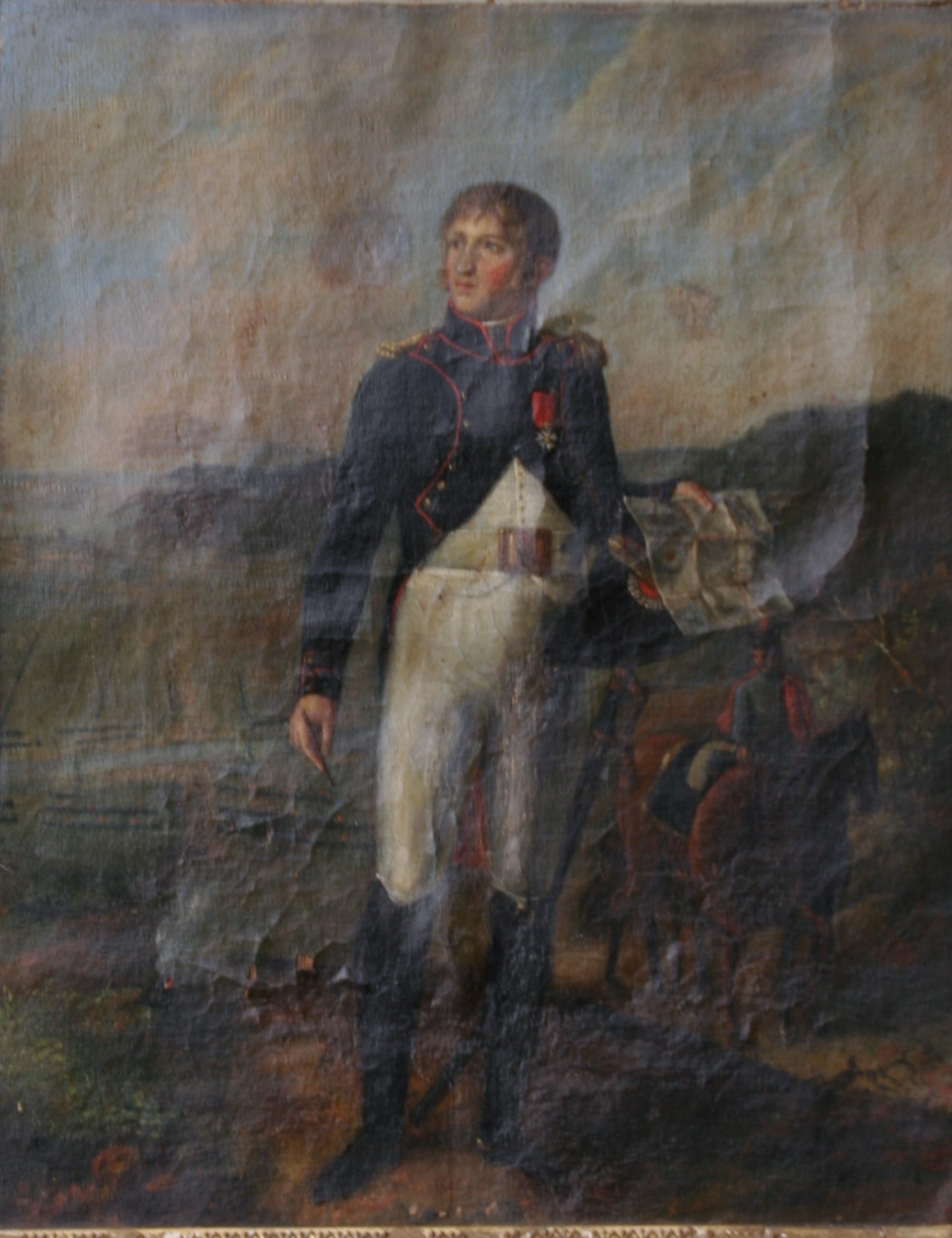
Général Rémond jeune.

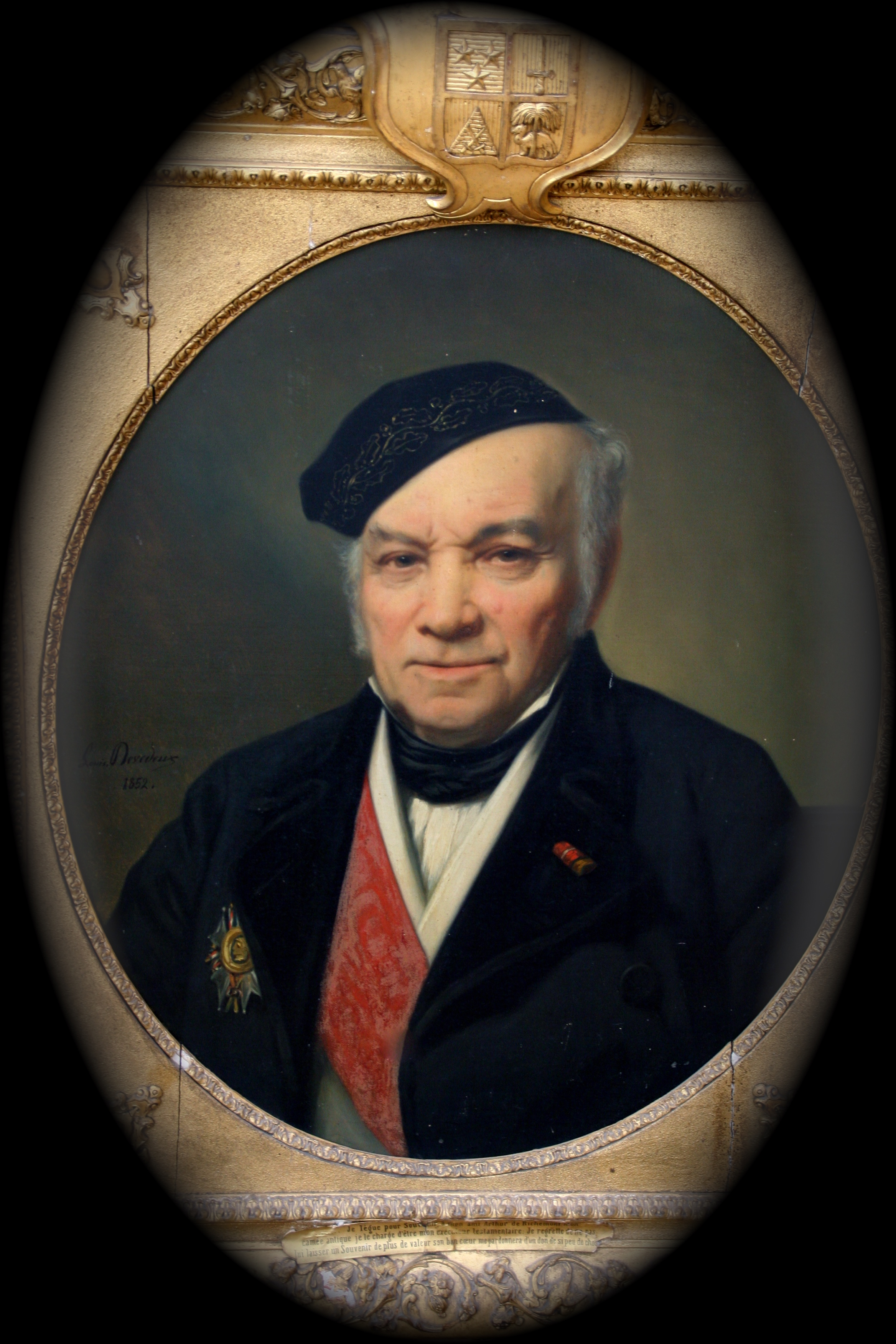
À la fin de sa vie, en 1852.

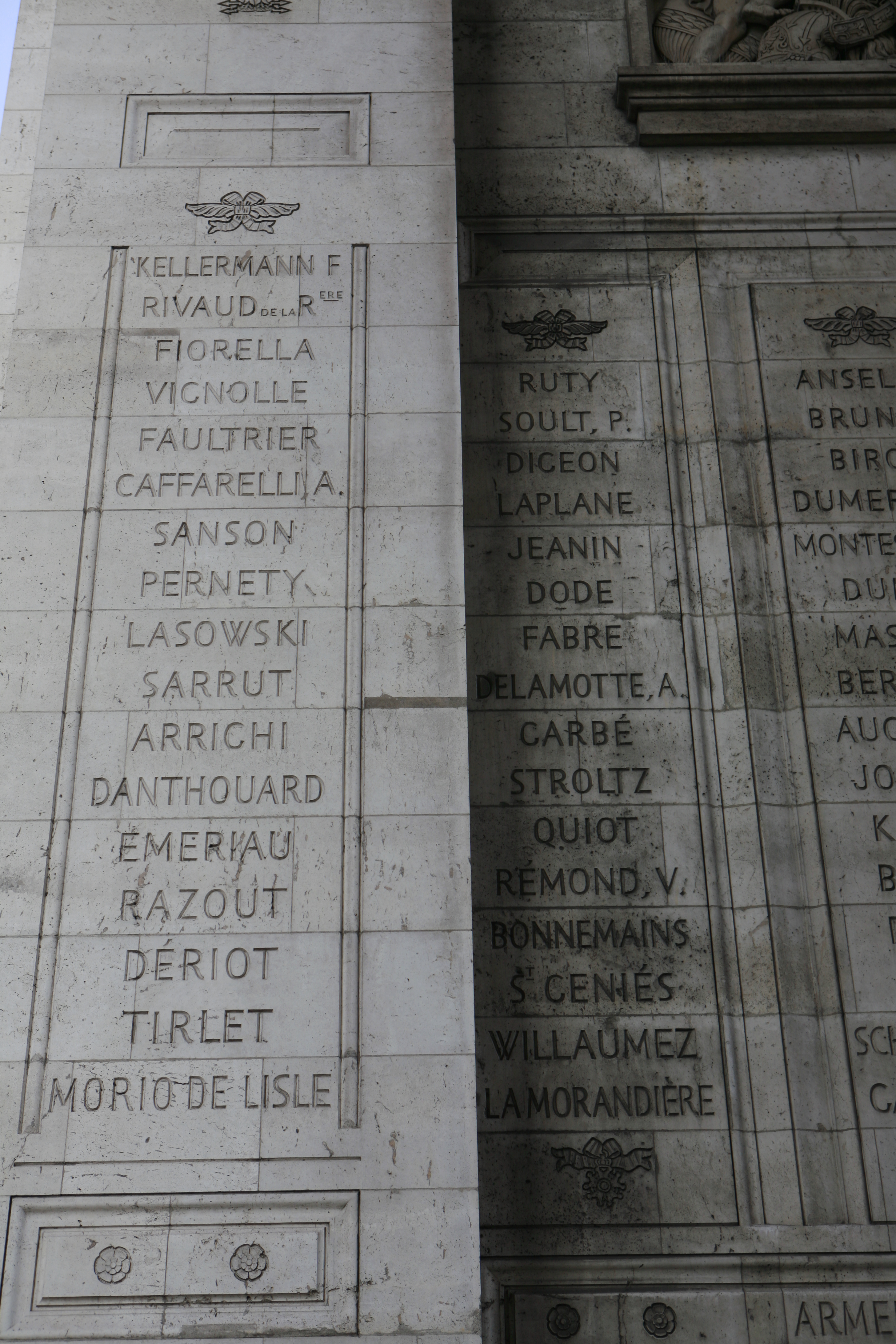
Noms gravés sous l'arc de triomphe de l'Étoile : pilier Sud, 21e et.

Il entre en service le 28 septembre 1792, comme volontaire, et il participe à la campagne de 1792, dans l’armée de la Moselle, avec le 5e bataillon de volontaires de l’Orne. Il est admis en 1793, à l'École du génie militaire et il en sort avec le grade de sous-lieutenant le 7 février 1794. Il est à la bataille de Fleurus le 26 juin 1794, et il passe lieutenant le 21 mars 1795.
Le 3 juillet 1795, il est nommé capitaine, il prend part aux travaux du siège de Mayence, et il est fait prisonnier à Kehl le 17 septembre 1796. Libéré le 20 juillet 1797, il passe en 1798, à l'état-major général de l'armée du Danube, et il est fait chevalier de la Légion d’honneur le 14 juin 1804.
De 1805 à 1807, il participe aux campagnes d’Autriche, de Prusse et de Pologne, et il assiste aux batailles d'Ulm du 15 au 20 octobre 1805, d'Austerlitz le 2 décembre 1805, d'Iéna le 14 octobre 1806 et de Lübeck les 6 et 7 novembre 1806. Il est promu chef de bataillon le 5 janvier 1807, il combat encore à Eylau le 8 février 1807, et à Heilsberg le 10 juin 1807, où il enveloppe et prend tout un bataillon prussien qui fuyait vers Kœnigsberg. Il est élevé au grade d'officier de la Légion d’honneur le 11 juillet 1807.
Il est nommé adjudant-commandant le 22 octobre 1808, à l’armée du Rhin, puis, il rejoint le maréchal Soult en Espagne. Il est aux combats de Burgos le 10 novembre 1808, à Ponferrada, à Cacabelos le 3 janvier 1809, et à Lugo. Il combat ensuite au Portugal, il se trouve à la bataille d’Oporto du 27 au 29 mars 1809, puis il traverse le Douero, et il combat à Talavera le 28 juillet 1809, ou il est blessé sur le pont d'Arzobispo. Le 15 novembre 1809, il passe colonel au service du royaume d'Espagne, et il est détaché avec un corps d'infanterie sur le Rio Tinto, pour couvrir le blocus de Cadix.
Il se distingue encore dans plusieurs engagements, et il est promu général de brigade le 3 août 1811. Lors du combat d'Arroyo de Los Molinos le 28 octobre 1811, à la tête d'une petite colonne de 1 500 hommes, et de quelques cavaliers, il réussit par sa présence d'esprit et sa tactique, à arrêter un détachement de l'armée anglaise. Peu de temps après, il couvre Séville, en fortifiant et en occupant Niebla, puis il participe au retrait du blocus de Ronda. Le 21 juin 1813, à la tête de deux brigades, il commande l'arrière-garde à la bataille de Vitoria, et il est blessé le 30 août 1813, d'un coup de feu au côté gauche, lors du siège de Saint-Sébastien. Il est fait commandeur de la Légion d'honneur le 25 novembre 1813, et il est créé baron de l'Empire le 18 décembre 1813.
Durant la première restauration, il est fait chevalier de Saint-Louis par le roi Louis XVIII, et il est mis en non activité le 1er septembre 1814.
Pendant les Cent-Jours, il est élu membre de la Chambre des représentants par le grand collège de l'Orne le 16 mai 1815, avec 72 voix sur 89 votants. Le 6 juin 1815, il rejoint l'armée du Nord, et le 18 juin suivant, il commande temporairement la division d'infanterie du général Girard, blessé gravement à la bataille de Ligny le 16 juin, deux jours avant Waterloo. Il commande cette division jusqu'au 22 juin, date à laquelle il est rappelé à Paris pour une réunion de la chambre des députés.
Il est admis à la retraite lors de la Seconde Restauration. Le 9 mai 1822, il échoue dans la conquête d'un siège de député dans le 3e arrondissement de l'Orne, avec 9 voix contre 114 à monsieur Le Gonidec.
Après la révolution de juillet, dont il se déclare partisan, il entre à la chambre des députés le 28 octobre 1830, comme l'élu du département de l'Orne (grand collège) par 116 voix sur 211 votants, en remplacement de monsieur d'Andlau. Il est fait grand officier de la Légion d'honneur le 20 avril 1831. Il se représente à la députation, mais il est battu le 5 juillet 1831, et dès lors il se consacre à des travaux d'art militaire et d'agriculture.
Il a épousé en 1819, Marie Élisabeth Élisa Bobierre de Vallière, petite-fille du Directeur général de l'artillerie du Roi Louis XV, le Marquis Joseph-Florent de Vallière.
En 1854, à Dijon, il est élu vice-président général du Congrès scientifique de France. Il meurt le 23 décembre 1859, au château d'Alincourt, commune de Parnes dans l'Oise.

## Distinctions
- Il fait partie des 660 personnalités à avoir son nom gravé sous l'arc de triomphe de l'Étoile. Il apparaît sur la 22e colonne Rémond, V..
- Baron de l'Empire par décret impérial du 18 décembre 1813, confirmé par lettres patentes du Roi Louis XVIII le 17 février 1815.

## Publications
- De la défense de Paris, tant sous les rapports de la fortification que sous ceux de la stratégie, de la tactique et de la politique, Paris, Imprimerie et Librairie militaire de Laguionie, 1840, 32 p..
- Tactique appropriée aux carabines se chargeant par la culasse, Paris, Dumaine, 1842, 26 p..
- Des chemins de fer au point de vue de la défense du pays, Paris, Dumaine, 1845, 28 p..
- Tactique appropriée au fonctionnement des armes à feu portatives, Paris, Dumaine, 1853, 28 p..

## Sources et références

### Sources
- « La noblesse d'Empire » (consulté le 5 novembre 2014).
- Victor Urbain Rémond sur roglo.eu.
- « Cote LH/2290/56 », base Léonore, ministère français de la Culture.
- (pl) « Napoléon.org.pl ».
- Fiche de Victor Urbain Rémond sur Assemblée nationale.
- Documents de famille appartenant à ses héritiers.